# 유엔 환경 계획 한국위원회
유엔 환경 계획 한국협회는 케냐에 위치한 유엔환경계획 본부의 아시아 사무소 관하 국가협회이다. 1996년 2월 14일 설립돼 아시아·태평양 지역에서 유엔환경계획의 국가협회가 있는 나라는 대한민국, 일본 뿐이다. 타이는 유엔환경계획의 아태지역사무소가 있으므로 이는 지역관할사무소이며 국가위원회라고 볼 수 없다. 국가위원회라는 이름은 대한민국 정부와는 직접적인 상관이 없으며 지원을 받을 수는 있으나 특별한 제재나 간섭을 받지 않는다. 따라서 사실상 시민단체와 국제기구적 성격이 접목된 것으로 볼 수 있다. 실제로 모든 유엔환경계획 국가협회는 정부 차원이 아닌 민간 차원의 활동과 참여를 꾀하고 있다.
일반적으로는 방콕 사무소와 서울 사무소가 국제 업무에 관련한 업무 제안과 토론을 진행하며 국내 환경 단체와 함께 환경의 날 행사를 비롯해 청소년 환경 프로그램을 다수 진행한다. 대표적인 것으로 동북아 청소년 환경네트워크인 TUNZA가 있다. TUNZA는 몽골, 중국, 일본과 대한민국의 청소년이 한데 어우러져 환경에 대한 주제를 갖고 토의하는 것으로 매년 8월 즈음 4개국에서 번갈아가며 회의를 열고 있다. 처음 서울에서 열렸던 회의에 이어 2009년은 4년 만에 대한민국이 회의 장소가 되는 해이다. 
환경 관련 잡지 편집에도 주력하고 있는 한국위원회는 자원봉사를 통한 번역을 추진하기도 하며 환경전문도서를 매년 정기적으로 편집해 출판하고 있다.

## 참고
- 유엔 환경 계획 한국위원회 공식 홈페이지